# 大橋健典
大橋 健典（おおはし たけのり、1989年6月17日 - ）は、日本の男性元プロボクサー。島根県出雲市出身。第62代日本フェザー級王者。角海老宝石ボクシングジム所属。トレーナーは加藤良紀。

## 来歴
2009年10月23日、後楽園ホールで谷田部隆士とスーパーバンタム級4回戦を行い、2回2分30秒TKO勝ちを収めデビュー戦を白星で飾った。
2010年9月27日、後楽園ホールで行われた東日本スーパーバンタム級新人王トーナメント準決勝で河野洋佑と対戦し、4回3-0（40-36×2、39-37）の判定勝ちを収め決勝に進出した。
2010年11月3日、後楽園ホールで行われた東日本スーパーバンタム級新人王トーナメント決勝でコーチ義人と対戦し、プロ初黒星となる初回2分56秒KO負けを喫し東日本新人王の座を逃した。
2012年12月12日、後楽園ホールで三谷拓也とフェザー級8回戦を行い、8回2-0（77-76、77-75、77-77）の判定勝ちを収めた。
2013年4月26日、後楽園ホールで鈴木鹿平とフェザー級8回戦を行い、5回1分52秒TKO勝ちを収めた。
2013年10月5日、後楽園ホールで高橋謙太とフェザー級8回戦を行い、8回3-0（76-75、78-74、78-73）の判定勝ちを収めた。
2014年6月24日、後楽園ホールで瀬藤幹人とフェザー級8回戦を行い、8回0-0（77-77×2、76-76）の判定で引き分けた。
2015年3月17日、後楽園ホールで行われた「エキサイトボクシング」で溜田剛士とフェザー級8回戦を行い、初回2分20秒TKO負けを喫した。
2015年12月17日、後楽園ホールで河野洋佑とフェザー級8回戦を行い、8回1-1（78-75、75-77、76-76）の判定で引き分けた。
2016年4月12日、後楽園ホールで渡邉義友とフェザー級8回戦を行い、8回2分14秒TKO勝ちを収めた。
2016年11月1日、後楽園ホールで荒木貴裕とフェザー級8回戦を行い、8回3-0（78-74×2、78-75）の判定勝ちを収めた。
2017年3月4日、後楽園ホールで本吉豊とフェザー級8回戦を行い、3回58秒TKO勝ちを収めた。
2017年12月1日、後楽園ホールで行われた「A-sign.Bee9」で日本フェザー級王者の坂晃典と対戦し、5回3分6秒KO勝ちを収め王座獲得に成功した。
2018年4月7日、後楽園ホールで行われた「第572回ダイナミックグローブ」で日本フェザー級1位の源大輝と対戦し、7回1分12秒TKO負けを喫し初防衛に失敗した。
2019年5月8日、若林駿との試合で勝利。
2019年10月26日、後楽園ホールで日本王座最強挑戦者決定戦として日本フェザー級2位の丸田陽七太と対戦し、3回2分TKO負けを喫した。
2020年11月22日、日本ボクシングコミッションに引退届を提出した。

## 獲得タイトル
- 第62代日本フェザー級王座（防衛0）

## 戦績
- プロボクシング：22戦15勝（10KO）5敗2分

| 戦           | 日付           | 勝敗 | 時間    | 内容    | 対戦相手                  | 国籍 | 備考                                               |
| ------------ | -------------- | ---- | ------- | ------- | ------------------------- | ---- | -------------------------------------------------- |
| 1            | 2009年10月23日 | ☆    | 2R 2:30 | TKO     | 谷田部隆士（湘南RYUJU)    | 日本 | プロデビュー戦                                     |
| 2            | 2010年3月31日  | ☆    | 4R 2:10 | TKO     | 大橋実 (三谷大和スポーツ) | 日本 | 東日本スーパーバンタム級新人王トーナメント予選     |
| 3            | 2010年5月21日  | ☆    | 4R 0:54 | TKO     | 友田達也 (川崎新田)       | 日本 | 東日本スーパーバンタム級新人王トーナメント予選     |
| 4            | 2010年8月3日   | ☆    | 2R 2:00 | KO      | 古川真次 (厚木平野)       | 日本 | 東日本スーパーバンタム級新人王トーナメント準々決勝 |
| 5            | 2010年9月27日  | ☆    | 4R      | 判定3-0 | 河野洋佑 (新日本木村)     | 日本 | 東日本スーパーバンタム級新人王トーナメント準決勝   |
| 6            | 2010年11月3日  | ★    | 1R 2:56 | KO      | コーチ義人 (角海老宝石)   | 日本 | 東日本スーパーバンタム級新人王トーナメント決勝     |
| 7            | 2011年5月7日   | ☆    | 6R      | 判定2-0 | 今関佑介 (花形)           | 日本 |                                                    |
| 8            | 2011年7月5日   | ☆    | 2R      | KO      | 柏原広 (ヨネクラ)         | 日本 |                                                    |
| 9            | 2011年12月2日  | ☆    | 6R      | TKO     | 伊藤圭太 (花形)           | 日本 |                                                    |
| 10           | 2012年3月23日  | ★    | 3R 2:15 | TKO     | 高橋竜也 (ヤマグチ土浦)   | 日本 |                                                    |
| 11           | 2012年7月24日  | ★    | 8R      | 判定1-2 | 洞平勝賢 (シャイアン山本) | 日本 |                                                    |
| 12           | 2012年12月12日 | ☆    | 8R      | 判定2-0 | 三谷拓也 (セレス)         | 日本 |                                                    |
| 13           | 2013年4月26日  | ☆    | 5R 1:52 | TKO     | 鈴木鹿平 (E&Jカシアス)    | 日本 |                                                    |
| 14           | 2013年10月5日  | ☆    | 8R      | 判定3-0 | 高橋謙太 (協栄)           | 日本 |                                                    |
| 15           | 2014年6月24日  | △    | 8R      | 判定0-0 | 瀬藤幹人 (協栄)           | 日本 |                                                    |
| 16           | 2015年3月17日  | ★    | 1R 2:20 | TKO     | 溜田剛士 (ヨネクラ)       | 日本 |                                                    |
| 17           | 2015年12月17日 | △    | 8R      | 判定1-1 | 河野洋佑 (新日本木村)     | 日本 |                                                    |
| 18           | 2016年4月12日  | ☆    | 8R 2:14 | TKO     | 渡邊義友 (レイスポーツ)   | 日本 |                                                    |
| 19           | 2016年11月1日  | ☆    | 8R      | 判定3-0 | 荒木貴裕 (極東)           | 日本 |                                                    |
| 20           | 2017年3月4日   | ☆    | 3R 0:58 | TKO     | 本吉豊 (reason)           | 日本 |                                                    |
| 21           | 2017年12月1日  | ☆    | 5R 3:06 | KO      | 坂晃典 (仲里)             | 日本 | 日本フェザー級タイトルマッチ                       |
| 22           | 2018年4月7日   | ★    | 7R 1:12 | TKO     | 源大輝 (ワタナベ)         | 日本 | 日本王座陥落                                       |
| 23           | 2018年10月1日  | ☆    | 8R      | 判定3-0 | 佐伯瑠壱斗 (岐阜ヨコゼキ) | 日本 |                                                    |
| 24           | 2019年5月8日   | ☆    | 7R 1:36 | TKO     | 若林駿 (K&W)              | 日本 |                                                    |
| 25           | 2019年10月26日 | ★    | 3R 2:00 | TKO     | 丸田陽七太 (森岡)         | 日本 |                                                    |
| テンプレート |                |      |         |         |                           |      |                                                    |